# Vancouver Blazers
Vancouver Blazers var en professionell ishockeyklubb i Vancouver, British Columbia, som spelade i World Hockey Association under två säsonger mellan 1973 och 1975, efter att laget köpts från ägaren av Philadelphia Blazers och flyttats till den kanadensiska västkusten.
Blazers fick en svår konkurrent i NHL-laget Vancouver Canucks och efter två säsonger utan slutspel och dåligt med publik flyttades laget österut i Kanada till provinsen Alberta och blev Calgary Cowboys.
Blazers spelade sina hemmamatcher i Pacific Coliseum som man delade med Vancouver Canucks.